# Eugen Victor
Eugen Victor (* 27. August 1936 in Wien) ist ein österreichischer Schauspieler, Regisseur und Sprechtrainer.

## Leben
Nach der Matura absolvierte Eugen Victor eine Schauspiel- und Regisseurausbildung an der Wiener Schauspielschule Krauss, weiters eine Klavier- und Gesangsausbildung. 1958 wurde er an das Theater Münster engagiert. In der Folge hatte er 44 Jahre lang durchgehend feste Engagements in Deutschland und Luzern. 1979 wurde er von Alfred Stögmüller ans Landestheater Linz geholt, wo er bis zu seiner Pensionierung 2001 spielte. Seither ist Victor freischaffend tätig und tritt nach wie vor auf, etwa 2017/18 in der Tribüne Linz. Er inszenierte bislang 43 Stücke, vor allem Schauspiel und Operette.
Weiters war er für den ORF als Hörspielsprecher in 120 Stücken sowie in Film und Fernsehen tätig und führte Lehraufträge für Sprecherziehung und Rollenstudium aus. Er trat stets für das Österreichische in der Theatersprache ein. Victor lebt in Linz.

## Filmografie (Auswahl)
- 1994: Hasenjagd – Vor lauter Feigheit gibt es kein Erbarmen
- 2001: Wir bleiben zusammen
- 2011: SOKO Donau – Verschollen
- 2015: Landkrimi – Der Tote am Teich
- 2018: Die Professorin – Tatort Ölfeld
- 2021: Hinterland